# 상대 원자 질량
상대 원자 질량(기호: Ar, 한국 한자: 相對原子質量, 영어: relative atomic mass) 또는 원자량(原子量, 영어: atomic weight)은 특정 시료 내 원자의 평균 질량을 원자 질량 단위로 나눈 값을 말한다. 탄소-12의 질량을 12로 하고 이를 기준으로 다른 원자의 상대적 질량을 비율로 나타낸 값이라고 정의할 수도 있다. 이는 무차원량이며 원자 질량 상수(Da)는 탄소-12 원자 질량의 1/12(=1u=1.660 538 921×10-27kg)로 정의된다. 또한 이 정의는 2019년 SI 개정 이후에도 여전히 유효하다.(p. 134)
한 시료에 대해, 특정 원소의 상대 원자 질량은 그 시료에 존재하는 개별 원자들(모든 동위원소를 포함)의 질량에 대한 가중 산술 평균이다. 이 값은 시료 간에 크게 달라질 수 있으며, 이는 시료의 기원(그리고 그로 인해 발생한 방사성 역사나 확산 역사 등)이 서로 다른 비율의 동위원소 조합을 만들어냈을 수 있기 때문이다. 예를 들어, 안정한 탄소-12와 탄소-13 동위원소의 혼합 비율이 다르기 때문에, 화산성 메탄에서 얻은 탄소 시료는 식물이나 동물 조직에서 수집된 탄소 시료와는 다른 상대 원자 질량을 갖는다.
더 일반적이고 구체적인 값인 표준 원자량은 다양한 시료로부터 얻어진 상대 원자 질량 값을 활용한 것이다. 이는 종종 특정 원소에 대해 지구상의 모든 기원으로부터 얻어진 시료에 존재하는 원자들의 상대 원자 질량 값이 가질 수 있는 예상 범위로 해석된다. 여기서 다양한 시료는 지구상의 여러 출처를 의미한다. "원자량"이라는 용어는 종종 잘못되게 표준 원자량과 같은 의미로 사용되기도 한다. 표준 원자량은 단일 시료에서 나온 것이 아니기 때문에 이 쓰임은 틀린 것이다. 그럼에도 불구하고 표준 원자량은 상대 원자 질량의 가장 널리 알려진 형태이다.
또한, "원자량(atomic weight)"이라는 용어가 "상대 원자 질량(relative atomic mass)" 대신 계속 사용되는 것에 대해서는 1960년대부터 많은 논란이 있어 왔다. 이는 물리학적으로 '무게(weight)'와 '질량(mass)' 사이의 기술적 차이 때문이다. 그럼에도 불구하고 두 용어 모두 국제순수응용화학연합(IUPAC)에 의해 공식적으로 승인되어 있다. 최근에는 "원자량(atomic weight)"보다는 "상대 원자 질량(relative atomic mass)"가 선호되는 용어로 자리잡아 가고 있으며, 보다 정확한 표현인 "표준 상대 원자 질량(standard relative atomic mass)" 대신 여전히 "표준 원자량(standard atomic weight)"라는 용어가 사용되고 있다.

## 정의
상대 원자 질량은 특정 화학 원소의 모든 원자들의 원자 질량에 대한 평균 원자 질량, 즉 가중 평균을 구한 후, 이를 탄소-12의 원자 질량과 비교함으로써 결정된다. 이 비교는 두 질량의 비율(몫)으로 이루어지며, 이로 인해 단위가 없는 무차원 값이 된다.
상대 원자 질량은 원자량(atomic weight)의 동의어로 사용되지만, 원자 질량(atomic mass)과 혼동해서는 안 된다. 상대 원자 질량은 종종 표준 원자량(standard atomic weight)의 동의어로도 사용되며, 사용된 상대 원자 질량이 지구상의 정의된 조건에서 얻어진 원소에 대한 것이라면 이 둘은 겹치는 값을 가질 수 있다. 그러나 상대 원자 질량(원자량)은 단일 시료에서 얻은 원자에만 적용된다는 점에서 표준 원자량과 구별된다. 또한, 상대 원자 질량은 지구상의 시료에만 한정되지 않으며, 반면 표준 원자량은 오직 지구상의 다양한 시료로부터 얻은 평균값이다.
따라서 상대 원자 질량은 보다 일반적인 용어로, 지구 외부 환경이나 지구상의 특수한 환경(지구 평균과 크게 다르거나 유효 숫자 등의 불확실성 정도가 다른 환경 등)에서 채취한 단일 시료에 대해서도 널리 사용할 수 있다.

## 역사
원자량이라는 개념은 1803년 존 돌턴의 원자설에 따라 처음 도입되었으며, 1805년에는 최초의 원자량표가 제시되었다. 초기의 원자량 값은 정확도가 떨어졌으나, 이후 옌스 야코브 베르셀리우스가 보다 정밀한 측정을 통해 실험적 근거를 제공하면서 개선되었다.
19세기 내내 원자량, 당량, 분자량 사이에는 개념적 혼란이 지속되었으나, 1860년 이탈리아의 과학자 스타니슬라오 카니차로가 아보가드로의 가설을 바탕으로 근대적인 원자량 측정의 기초를 확립하면서 체계가 잡히기 시작하였다.
산소는 자연계에서 16O, 17O, 18O 세 종류의 동위원소가 일정한 비율로 혼합된 형태로 존재한다. 이들 동위원소의 상대적 존재비를 반영하여 평균 상대질량을 16.00000으로 정의한 값을 '화학적 원자량'이라 한다. 반면, 단일 동위원소인 16O의 질량을 기준으로 16.00000으로 정의한 값은 '물리적 원자량'이라 불린다. 처음에는 물리적 원자량과 화학적 원자량 간의 차이가 매우 미미하여(비율 약 1.000272±0.000005) 실용상 큰 문제가 되지 않았다. 그러나 정밀한 화학 분석과 물리학 연구가 발전함에 따라 두 정의 간의 불일치가 점차 문제로 인식되었다.
이에 따라 1961년 국제 순수·응용 물리학 연합(IUPAP)과 국제 순수·응용 화학 연합(IUPAC)은 단일 기준을 마련하고자 '통일 원자량(unified atomic mass unit)' 개념을 도입하였다. 이 통일된 기준은 국제원자량위원회(CIAAW)에서 채택되었으며, 이후 원자량 값은 매년 검토·수정되어 국제적으로 공표되고 있다.

## 표준 원자량
IUPAC 산하 국제원자량위원회(CIAAW)는 지구상의 상대 원자 질량(또는 원자량)에 대한 기대 구간 값을 표준 원자량이라고 정의하고 유지하고 있다. 표준 원자량은 그 출처가 지구상의 것이며, 자연 상태이고, 방사능 면에서 안정적이어야 한다는 조건이 있다. 또한 연구 과정에 대한 기준도 요구된다. 84개의 안정한 원소에 대해 CIAAW는 이 표준 원자량을 결정하였으며, 이 값들은 널리 출판되고 있으며 실제 물질(예: 의약품이나 상업적 거래 등)에서 원소의 '원자량'으로 흔히 사용된다.

## 상대 원자 질량의 결정
현대의 상대 원자 질량(특정 원소 시료에 특화된 용어)은 시료의 원자 질량(각 핵종별)과 동위 원소 조성의 측정값을 바탕으로 계산된다. 대부분의 비방사성 핵종에 대해서는 매우 정확한 원자 질량이 존재하지만, 동위원소 조성은 정밀하게 측정하기 어렵고 시료 간에 변동이 많기 때문에 상대 원자 질량 결정에 더 큰 불확실성이 따른다.
이러한 이유로, 자연적으로 단 하나의 핵종만 존재하는 22개의 단핵종 원소(mononuclidic elements)의 상대 원자 질량은 매우 높은 정밀도로 알려져 있다. 예를 들어, 플루오린의 상대 원자 질량은 3,800만 분의 1의 오차로 알려져 있으며, 이는 현재 가장 정확한 아보가드로 상수 값보다도 정밀도가 높다(아보가드로 상수의 정밀도는 2,000만 분의 1 수준).
| 동위 원소 | 원자 질량           | 존재비      | 존재비       |
| 동위 원소 | 원자 질량           | 표준        | 범위         |
| --------- | ------------------- | ----------- | ------------ |
| 28Si      | 27.97692653246(194) | 92.2297(7)% | 92.21~92.25% |
| 29Si      | 28.976494700(22)    | 4.6832(5)%  | 4.67~4.69%   |
| 30Si      | 29.973770171(32)    | 3.0872(5)%  | 3.08~3.10%   |

예를 들어 규소(실리콘)은 계량학에서 매우 중요한 원소이며, 자연계에서는 28Si, 29Si, 30Si의 세 가지 동위원소가 혼합된 형태로 존재한다. 이들 핵종의 원자 질량은 매우 정밀하게 알려져 있는데, 28Si의 경우는 1/140억의 정밀도, 나머지 둘은 10억 분의 1 수준이다. 그러나 이들의 자연 존재 비율은 ±0.001% 정도의 오차 범위만 허용된다(표 참조).
계산은 다음과 같다:
Ar(Si) = (27.97693 × 0.922297) + (28.97649 × 0.046832) + (29.97377 × 0.030872) = 28.0854
이 값의 불확실성 추정은 복잡하며, 시료 분포가 대칭적이지 않을 수 있기 때문에 더욱 어렵다. IUPAC 표준 상대 원자 질량은 대칭적 불확실성으로 제시되며, 실리콘의 값은 28.0855(3)이다. 이 값의 상대 표준 불확실성은 10⁻⁵, 즉 10ppm이다.
이러한 측정상의 불확실성과는 별개로, 일부 원소는 기원에 따라 값이 변동할 수 있다. 예를 들어 해수나 암석 등 서로 다른 출처는 서로 다른 방사성 역사를 갖고 있어 동위원소 조성도 다를 수 있다. 이러한 자연 변동성을 반영하기 위해 IUPAC은 2010년에 10개 원소의 표준 상대 원자 질량을 고정 수치가 아닌 구간 형태로 제시하기로 결정하였다.

## 같이 보기
- 국제 순수·응용 화학 연합
- 표준 원자량
- 평균 원자량

## 참고 문헌
- 이 문서에는 다음커뮤니케이션(현 카카오)에서 GFDL 또는 CC-SA 라이선스로 배포한 글로벌 세계대백과사전의 내용을 기초로 작성된 글이 포함되어 있습니다.

### 내용주
1. ↑  특정 원소가 있는 시료안의 원소의 원자 한개의 질량 평균. 동위원소가 포함될 수도 안될 수도 있다.